# Kumrán
Kumrán (héberül: קומראן; arabul: خربة قمران) régészeti lelőhely a Holt-tenger ÉNy-i partjának közelében. A hellenisztikus korban,Johannesz Hürkánosz ideje alatt létesült itt település és egészen a zsidó-római háborúig létezett. A terület környékén levő barlangokban találták meg a 20. század közepén a híressé vált ún. Holt-tengeri tekercseket.
A területen a fő ásatások vezetője Roland de Vaux (1903–1971) francia teológus volt az 1950-es években.
Az egykori települést az esszénusok építették a Kr. e. 2. században. Az épületek romjai között ciszternát, pékműhelyt, fazekas műhelyt, bőrkikészítőt, konyhát, ebédlőt, tornyokat és másolótermet tártak fel. Ez utóbbiban készültek a kéziratok, ahol a szent szövegeket másolták. A törmelékanyagból még össze tudták állítani az íróasztalokat, és tintatartók is kerültek elő. Nem találtak viszont a régészek hálótermet. Így arra gondolnak, hogy az esszénusok a szabadban felvert sátrakban, illetve a közeli barlangokban aludtak.
A településtől keletre egy korabeli temető is található, ahol mintegy 1300 sírt tártak fel. Külön temetőjük volt a férfiaknak és külön az asszonyoknak és a gyerekeknek.
A települést Heródes uralmának 7. évében földrengés pusztította el, de később újjáépítették. Kumránt ezután egészen Kr. u. 68-ig lakták. Ekkor egy erőszakos támadás és tűz nyomai mutatkoznak, amely az itt élő közösség életének végleg véget vetett. Előtte azonban a féltve őrzött irataikat korsókba zárták és elrejtették a biztonságot nyújtó barlangokba. A település romjainál ezután egy római megfigyelő őrhely állt.

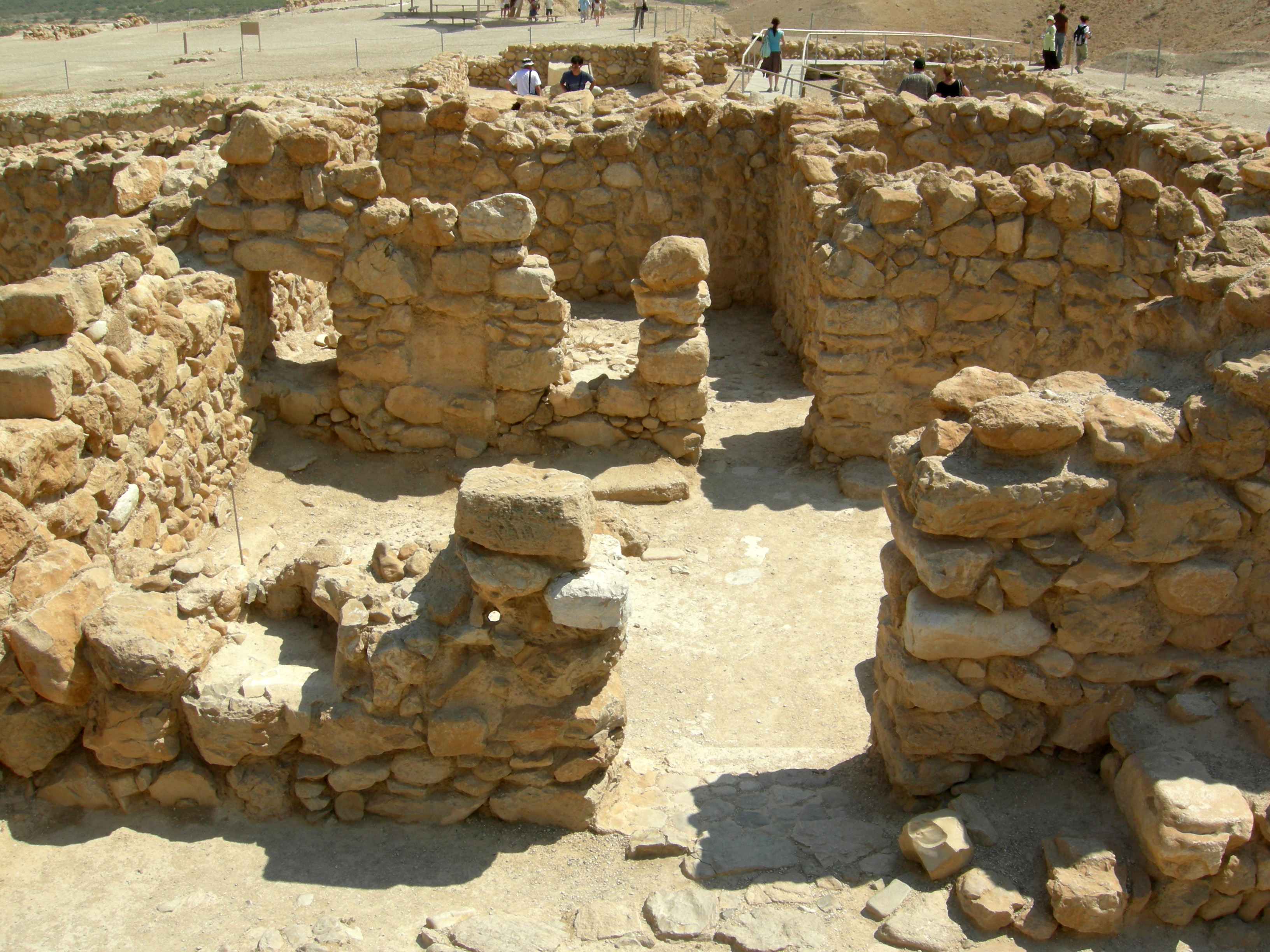
Lakóhelyiségek maradványai